# Bence Nógrádi
Bence Nógrádi (ur. 29 lipca 2002 w Orosházie) – węgierski łyżwiarz szybki specjalizujący się w short tracku, olimpijczyk z Pekinu 2022, wicemistrz świata juniorów.

## Wyniki

### Igrzyska olimpijskie
| Rok  | Gospodarz | sztafeta mężczyzn |
| ---- | --------- | ----------------- |
| 2022 | Pekin     | 6                 |

### Mistrzostwa świata juniorów
| Rok  | Gospodarz | 500 m  | 1000 m | sztafeta |
| ---- | --------- | ------ | ------ | -------- |
| 2020 | Bormio    | 18     | 23     | 6        |
| 2022 | Gdańsk    | srebro | 6      | srebro   |